# Хамис ел Гадафи
Хамис ел Гадафи (арап. خميس معمر ابو منيار القدافى; Триполи, 27. мај 1983) био је либијски официр. Син је убијеног либијског вође Муамера ел Гадафија и командант елитне Хамисове бригаде.

## Биографија
Завршио је војну академију у Триполију, гдје је дипломирао војне науке, а потом је завршио и Војну академију Фрунзе у Москви. Од априла 2010. године похађао је постдипломске студије на међународној пословној школи Instituto de Empresa у Мадриду. Међутим, избачен је из те школе у марту 2011. године због своје улоге у Рату у Либији (2011).
Био је командант 32. бригаде за посебне намјене либијских оружаних снага, тзв. Хамисове бригаде. То је била елитна војна формација либијске армије за време Муамера ел Гадафија. У августу 2011. имао је војни чин мајора.

## Наводи о смрти
Марта 2011. године појавиле су се вијести о погибији Хамиса. Либијска државна телевизија је касније емитовала снимак гдје се види како Хамис Гадафи у војној униформи поздравља Гадафијеве присталице у Триполију.
Дана 5. августа 2011. либијски побуњеници су саопштили да је у НАТО нападу на град Злитан међу 32 особе које су погинуле и бригадни командант Хамис Гадафи. Портпарол либијског Општег народног комитета др Муса Ибрахим је саопштио да су то лажне вијести и да се ради о прљавом трику ради прикривања злочина у Злитану и убијању чланова либијске породице Ел Марабит. Дана 10. августа, либијска државна телевизија емитовала је снимак на коме се види како Хамис ел Гадафи обилази Либијце рањене у ваздушном нападу у граду Злитану, источно од Триполија.
Дана 22. августа катарска телевизија Ал Џазира је извијестила да су наводно откривена тијела Хамиса Гадафија и шефа обавјештајне службе Абдулаха ел Сенусија. Међутим, побуњенички војни званичник је каснио изјавио да је вјеровао да се Хамис Гадафи налазио у компексу Баб ел Азизија. Дана 22. августа, објављено је да је британски хеликоптер „апач“ уништио возило у којем се налазио Хамис Гадафи. Дана 30. августа, представник побуњеника је изјавио да је Хамис Гадафи убијен у мјесту Тархуна, недалеко од Триполија.
Дана 4. септембра представник побуњеника је изјавио да су увјерени да је Хамис Гадафи мртав и да је покопан близу Бани Валида. Дана 17. октобра, сиријска телевизија „Араи“ јавила је да је Хамис ел Гадафи, командант елитне јединице, погинуо још 29. августа, у борбама у граду Тархуна, источно од Триполија. Исти извор је навео да је уз њега погинуо и његов рођак Мухамед Абдулах ел Сенуси, син Абдулаха ел Сенусија — шефа обавјештајне службе Хајат амн ел џамахирија и Гадафијеве десне руке. Наводи о смрти нису били потврђени.
Дана 24. новембра нове либијске власти су покренуле потјеру за Хамисом, за кога се сматра да се налази стотињак километара од Триполија, у градићу Тархуна. Наводно, информацију о Хамису је дао Сејф ел Ислам Гадафи у заробљеништву.
Дана 21. октобра 2012 нове либијске власти саопштиле су да је Хамис ел Гадафи заробљен и рањен у борбама код града Бани Валида, а потом и преминуо на путу за град Мисурату.